# Schildomyia flavida
Schildomyia flavida är en tvåvingeart som beskrevs av Prado 1973. Schildomyia flavida ingår i släktet Schildomyia och familjen tickflugor. Inga underarter finns listade i Catalogue of Life.